# Sadateru Arikawa
Sadateru Arikawa, född 1930, död 11 oktober 2003, var en aikidolärare inom organisationen Aikikai. Arikawa hade graden nionde dan. 
Arikawa började träna på Aikikai hombu dojo 1947. Mellan 1959 och 1974 var han även redaktör för Aikikas japanskspråkiga tidning.